# Dmitri Jurjewitsch Sitak
Dmitri Jurjewitsch Sitak (russisch Дмитрий Ю́рьевич Ситак, engl. Transkription: Dmitri Yurievich Sitak * 4. März 1983 in Orenburg, Russische SFSR, ehemalige Sowjetunion) ist ein russischer Tennisspieler.

## Karriere
Dmitri Sitak ist der Bruder von Artem Sitak (* 1986), der als Tennisprofi seit 2011 für Neuseeland spielt und vor allem im Doppel erfolgreich ist. Dmitri begann seine Karriere im Jahr 2000, als er im Einzel erstmals in den Top 1000 der Weltrangliste stand. Schnell zeigte er wie sein Bruder ein größeres Talent für das Doppel. Im Einzel gewann er 2003 seinen einzigen Future-Titel und stand im selben Jahr mit Platz 356 auf seinem Einzel-Karrierehoch.
Im Doppel kam er zunächst zum Jahresende 2005 nach insgesamt acht Titeln bei Futures in die Top 300. Nach dann nur jeweils einem Titel 2006 und 2007 schaffte er es 2008 wieder auf drei Titel und konnte zudem regelmäßiger auf der höherdotierten ATP Challenger Tour Erfolge feiern. Dort erreichte er 2009 fünfmal das Halbfinale. Zweimal – in Sanremo und Chuncheon – gewann er den Titel. Nach einem weiteren Finaleinzug 2010 in Rabat wurde er in der Weltrangliste mit Rang 138 im Doppel am höchsten in seiner Karriere geführt. Nach weniger guten Ergebnissen spielte er 2011 das letzte Mal regelmäßig Profiturniere. Auf der ATP Tour gelang ihm bei insgesamt sechs Turnieren nie ein Match- und lediglich ein Satzgewinn.

## Erfolge
| Legende (Anzahl der Siege)  |
| Grand Slam                  |
| ATP World Tour Finals       |
| ATP World Tour Masters 1000 |
| ATP World Tour 500          |
| ATP World Tour 250          |
| ATP Challenger Tour (2)     |

### Doppel

#### Turniersiege
| Nr. | Datum            | Turnier   | Belag     | Partner          | Finalgegner                             | Ergebnis      |
| --- | ---------------- | --------- | --------- | ---------------- | --------------------------------------- | ------------- |
| 1.  | 10. Mai 2009     | Sanremo   | Sand      | Juri Schtschukin | Daniele Bracciali Giancarlo Petrazzuolo | 6:4, 7:64     |
| 2.  | 8. November 2009 | Chuncheon | Hartplatz | Andis Juška      | Lee Hsin-han Yang Tsung-hua             | 3:6, 6:3, 6:2 |